# 시콰사
시콰사( 일본명 :히라미레몬(平実檸檬), 학명 : Citrus × depressa)는 귤과의 상록식물, 감귤류에 속한다. 일본어 오키나와 방언 에서 '시'는 ' 시다 ', '콰사'는 '먹다'라는 의미로, '시콰사'라는 명칭은 '식초를 먹다' 라는 의미가 있다 .

## 참고 문헌

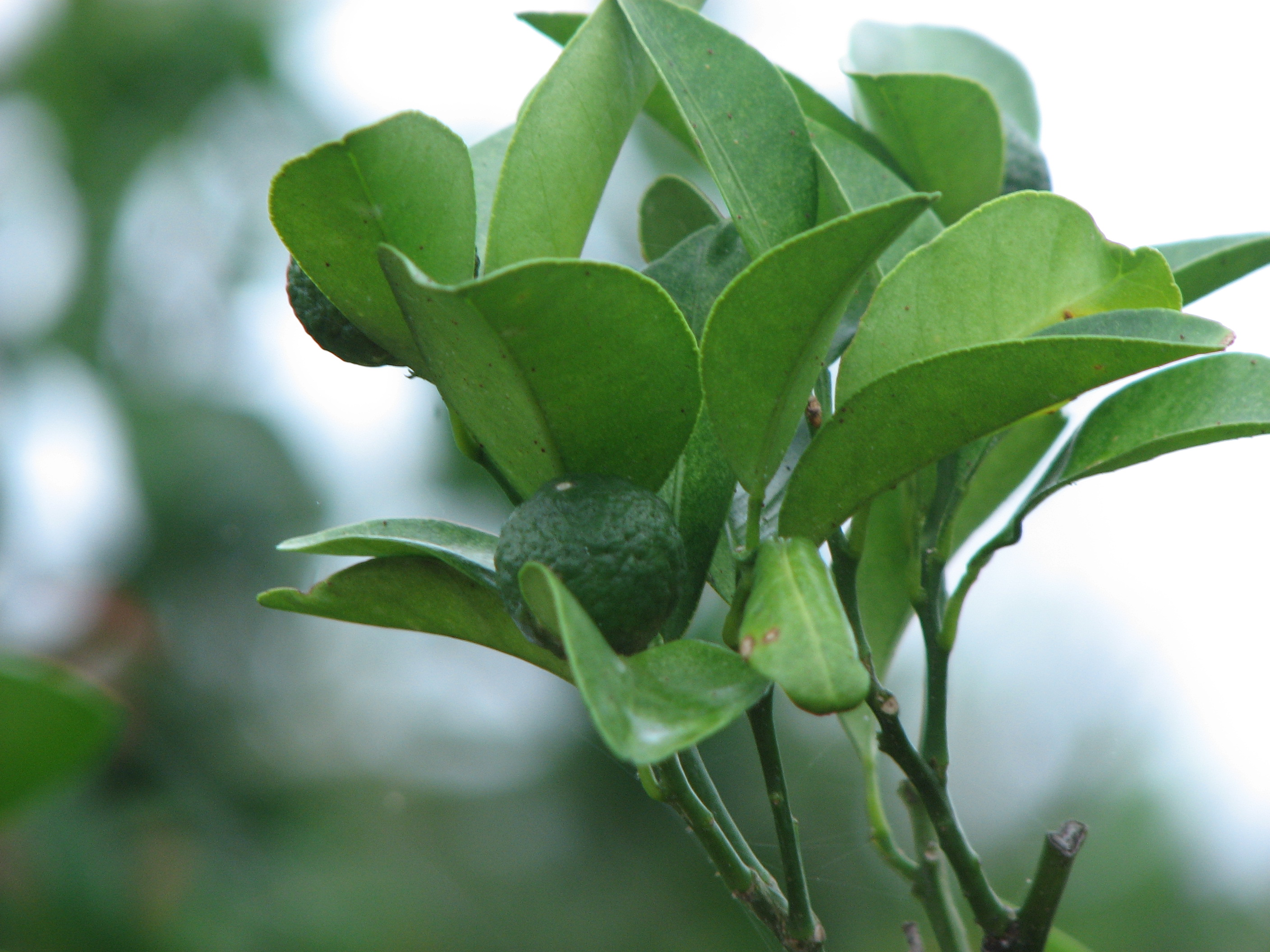
시콰사잎과 열매
(오키나와현 다케토미초 이리오모테지마)

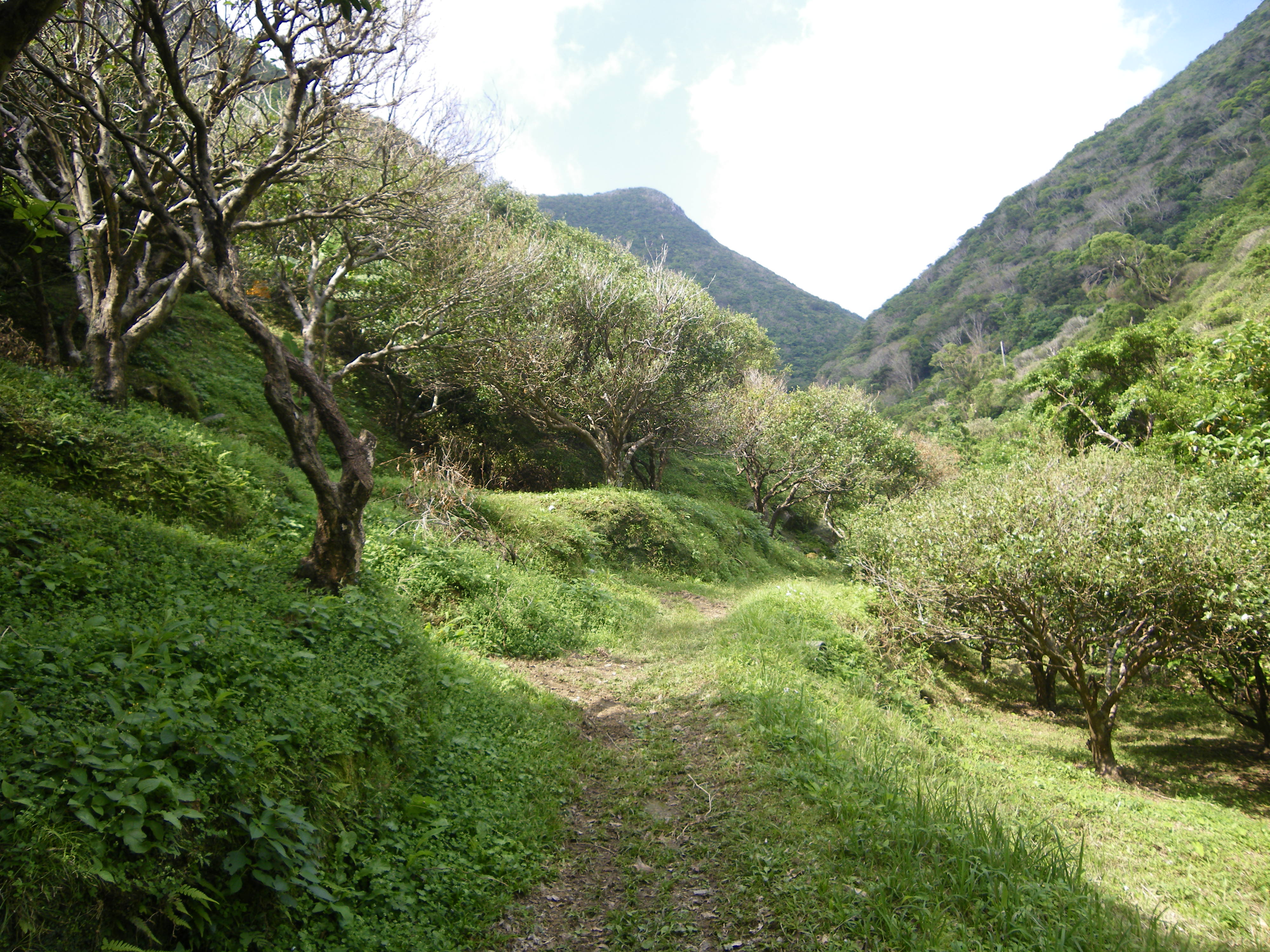
시콰사 농원
(오키나와현 나고시 안와 다케 등산로)

일본의 류큐 열도에 자생하고 있다. 높이는 5m 정도로, 4월에 직경 3cm 정도의 하얀 꽃을 피운다. 수확은 7월경 부터 시작한다. 보통 과피가 초록색인 시기에 수확을 시작한다. 과실은 과피가 얇고 25-60g 정도이며 작은 온주밀감의 모양과 비슷하다. 초록색일때는 신맛이 강하지만 완숙되면 오렌지색으로 달콤해진다. 시콰사는 여러 가지 품종이 있으며 지금까지 이시쿠니부(イシクニブ), 후스부타(フスブタ), 타네브토(タネブト), 미깡과(ミカングヮ), 잉과쿠니부(イングヮクニブ), 히쟈쿠니부(ヒジャークニブ), 카아치(カーアチー), 카비시(カービシー) 등 13-14종이 확인되고 있다. 이들을 개량한 품종으로 쿠가니(クガニー)가 있으며, 익으면 과피가 황금색이 되기 때문에, 오키나와 지방의 방언으로 쿠가니(황금)라고 불리는 것으로 알려져 있다 .
시콰사는 오키나와현 북부지역에서 재배되어 온 감귤계의 원종으로, 노빌레틴을 풍부하게 포함하고 있다 . 대만이나 동남아시아 에서 재배되고 있는 四季橘 (시키키츠), 칼라만시 와 맛이나 과실의 형상이 비슷하기 때문에 혼동되기 쉽지만,  시키키츠에는 거의 노빌레틴이 포함되어 있지 않으며, 성분 검사를 하면 플로레틴이 검출되는 것이 판명되었다.

## 생산지와 수확시기
일본에서는 예로부터 장수의 비결로 알려진 시콰사는 오키나와현의 오기미촌에서 99%가 생산 되고 있다.
시콰사는 1년에 3번 수확되며, 용도에 맞게 시기를 조절한다.
▶초기 :8월 후반부터 9월
시큼한 과실의 과즙을 생선회나 생선구이에 사용하는 요리용.
▶중기 :10월부터 12월 중순:
[원액 주스용] 물이나, 탄산으로 희석하여 마시는 경우가 많으며, 오키나와현의 전통소주인 [아와모리]와 섞어 마신다
▶하기 :12월 하순부터 2월말
노랗게 익어 당도가 높은 시기로 그대로 먹는다.
수확 시기가 빠른 초기와 중기의 시콰사에 노빌레틴 등의 건강 성분이 풍부하게 포함되어있다.

## 영양소와 효과
시콰사에 포함된 대표적인 영양소는 노빌레틴, 탄게레틴, β-크립토크산틴, 구연산, 비타민C 등이 있다. 기타 성분으로도 헤스페리딘, 시네프린 등이 들어 있다.
감귤류에만 들어있는 PMF(폴리메톡시플라보노이드)의 함유량은 같은 감귤류라고 해도 종에 따라 크게 다른것으로 알려져있는데, 시콰사에 노빌레틴과 탕게레틴이 월등히 많이 함유되어 있는것으로 알려져있다.  특히, 시콰사에 많이 포함되는 플라보노이드의 일종 노빌레틴에는 암 억제 효과와 혈당치의 상승 억제, 만성 류마티스의 예방·치료, 항 치매 효과, 항비만 효과 가 있음이 연구/보고 되었으며, 일본에서는 건강식품 으로서 가공되어 유통되고 있다.

## 참고 문헌
- 島袋敬一 (1997년 10월). 《琉球列島維管束植物集覧【改訂版】》. 九州大学出版会. 299쪽. ISBN 4-87378-522-7.